# Time Machine (álbum)
Time Machine es el quinto álbum de estudio del guitarrista Joe Satriani, lanzado el 13 de octubre de 1993 a través de Relativity Records y reeditado en 1998 a través de Epic Records. Es una compilación de doble disco: el primer disco contiene una selección de nuevas pistas, tomas y grabaciones inéditas de estudio, mientras que el segundo está compuesto por grabaciones en vivo de 1988 y 1992.

## Canciones

### Disco 1
1. Time Machine (5:07)
2. The Mighty Turtle Head (5:11)
3. All Alone (4:21)
4. Banana Mango II (6:02)
5. Thinking Of You (3:55)
6. Crazy (4:04)
7. Speed Of Light (5:12)
8. Baroque (2:16)
9. Dweller on the Threshold (4:17)
10. Banana Mango (2:42)
11. Dreaming #11 (3:36)
12. I Am Become Death (3:56)
13. Saying Goodbye (2:53)
14. Woodstock Jam (16:07)

### Disco 2
1. Satch Boogie (3:58)
2. Summer Song (6:01)
3. Flying In a Blue Dream (5:24)
4. Cryin' (6:26)
5. The Crush of Love (5:48)
6. Tears In The Rain (1:50)
7. Always With Me, Always With You (3:40)
8. Big Bad Moon (5:23)
9. Surfing With The Alien (4:39)
10. Rubina (6:42)
11. Circles (4:14)
12. Drum Solo (2:15)
13. Lords of Karma (5:43)
14. Echo (7:49)

- Datos: Q938122